# Бодријер
Бодријер (фр. Baudrières) насеље је и општина у источном делу централне Француске у региону Бургоња, у департману Саона и Лоара која припада префектури Шалон сир Саон.
По подацима из 2011. године у општини је живело 902 становника, а густина насељености је износила 33,41 становника/km². Општина се простире на површини од 27 km². Налази се на средњој надморској висини од 194 метара (максималној 216 m, а минималној 172 m).

## Демографија
| 1962. | 1968. | 1975. | 1982. | 1990. | 1999. | 2011. |
| ----- | ----- | ----- | ----- | ----- | ----- | ----- |
| 627   | 713   | 666   | 778   | 792   | 798   | 902   |

График промене броја становника у току последњих година